# 미르호로드

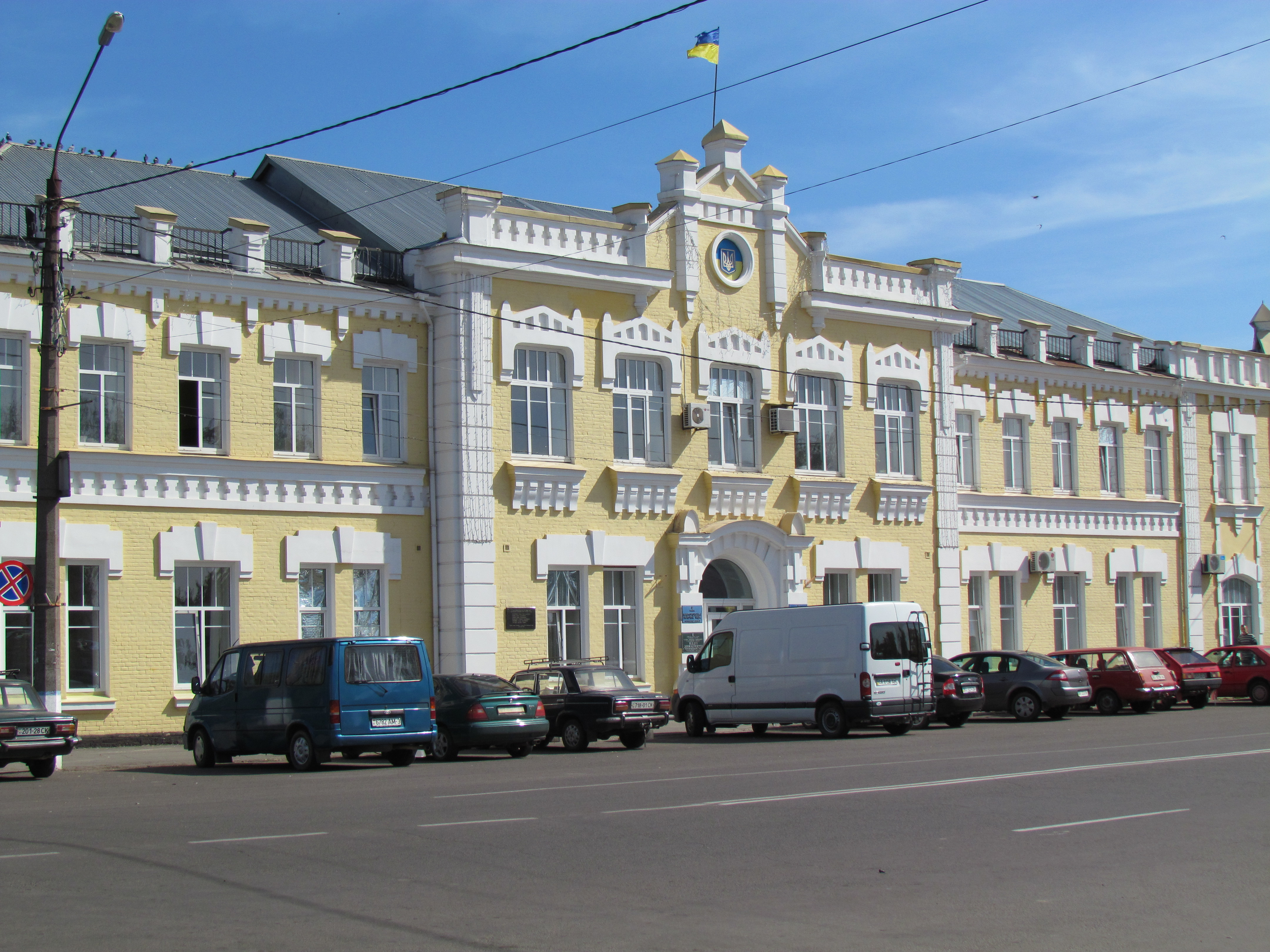
미르호로드 시청

미르호로드(우크라이나어: Миргород)는 우크라이나 폴타바주의 도시로 면적은 20km2, 높이는 105m, 인구는 40,603명(2015년 기준)이다.

시기
시 문장

## 자매 도시
- 불가리아 고르나오랴호비차
- 폴란드 즈고젤레츠